# 吉野本町
吉野本町（よしのほんちょう）は、徳島県徳島市の町名。渭北地区に属している。吉野本町一丁目から吉野本町六丁目まで存在する。郵便番号は〒770-0802。
- 人口：1,112人（2009年12月。徳島市の調査より）
- 世帯数：514世帯（同上）

## 地理
徳島市の北東部に位置し、南から北へ一丁目から六丁目と細長く徳島県道30号徳島鴨島線に沿って分布。
吉野川橋に向けて一丁目から六丁目を縦貫する旧国道11号は八幡神社から吉野川橋まで、昭和3年の橋の完成に伴って、13mに拡幅され、当時のアスファルト舗装も県下第1号で活気のある町筋であった。
一丁目から三丁目の道路は昭和53年に30m幅に拡幅された。この道路は、以前七曲り道路と呼ばれ、江戸期に外敵を防ぐため、左右に屈折する道がつけられていた。

### 河川
- 吉野川
- 新町川

## 歴史
元は前川町・助任西町・下助任町の各一部で、昭和17年に現在の町名となった。昭和3年に吉野川に吉野川橋が完成。

## 施設

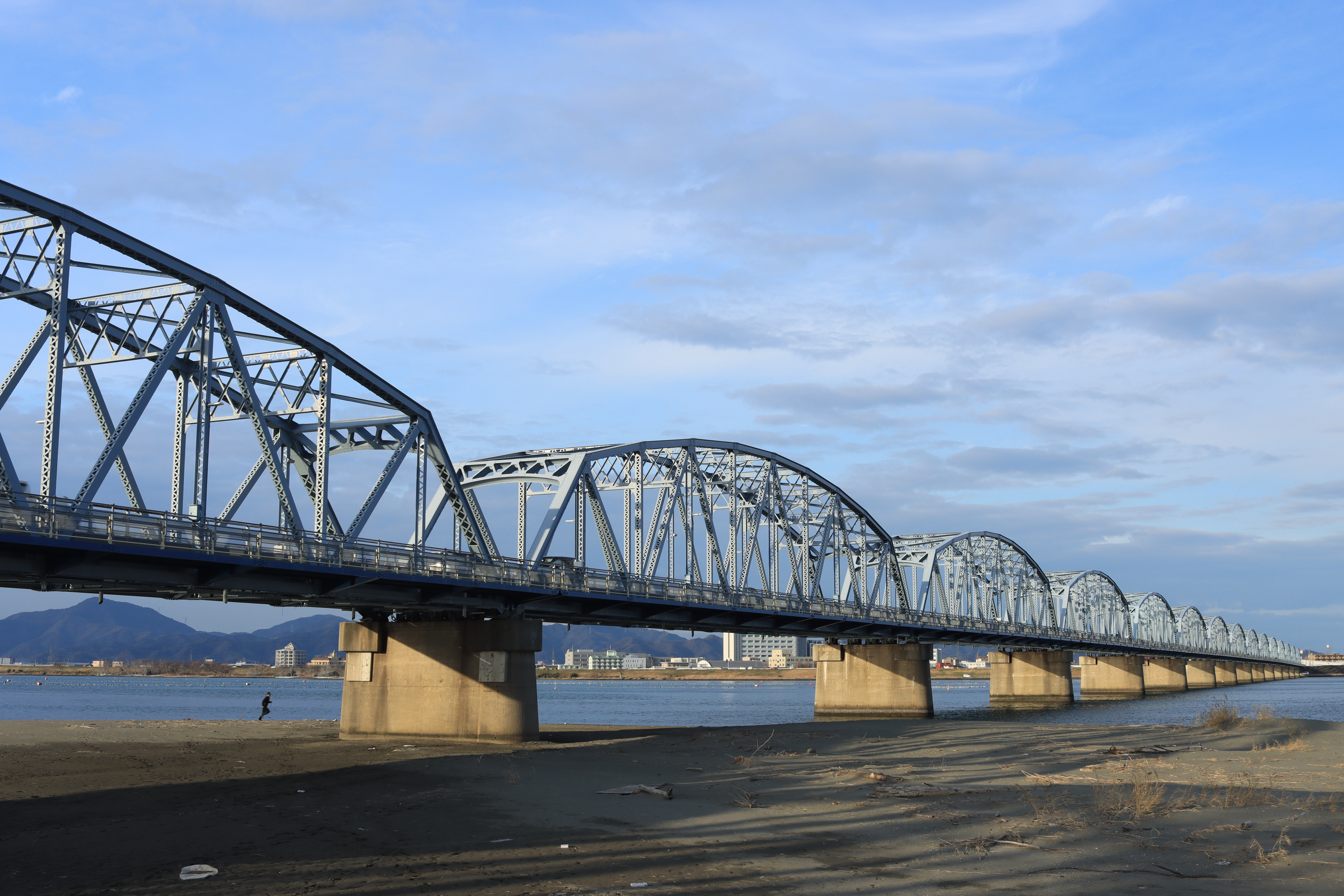
吉野川橋

史跡・名所
- 萬福寺（新四国曼荼羅霊場77番札所）
- 吉野川橋

企業
- 佐和子の店
- スターフード

## 交通

### 道路
都道府県道
- 徳島県道30号徳島鴨島線
- 徳島県道39号徳島鳴門線

### バス
徳島バス
- 吉野本町二丁目
- 八幡社前
- 吉野本町五丁目

徳島市営バス
- 吉野本町二丁目
- 吉野本町六丁目